# الانتخابات العامة التشيلية 2013
الانتخابات العامة التشيلية 2013 هي الانتخابات الرئاسية المباشرة التي عقدت في 17 نوفمبر و15 ديسمبر 2013. في الدورة الأولى لم تستطع المرشحة ميشال باشيليت من تحقيق الأغلبية المطلقة للفوز. وفي انتخابات الإعادة التي عقدت في 15 ديسمبر هزمت ميشال باشيليت مرشحة الاتحاد الديمقراطي المستقل إيفيلين ماتي بأكثر من %60 من الأصوات.